# Morbid Death
Morbid Death est un groupe de thrash metal gothique portugais, originaire de Ponta Delgada.

## Biographie
Le groupe s'appelle à l'origine Mortuary, mais après avoir découvert qu'un groupe avec le même nom existait, ils se rebaptisent Asphyx, en changeant une nouvelle fois de pnom pour les mêmes raisons. Le groupe est formé sur l'île de São Miguel, dans les Açores par Ricardo Santos et Dinis Costa, rejoints plus tard par Veríssimo Pereira (Miguelito) et Pedro Rodrigues. La première représentation du groupe s'effectue le 31 août 1991, dans la paroisse d' Achadinha, au nord-est , sur l'île de São Miguel.
En 1993, ils lancent leur première démo, Nomad et, deux ans plus tard, en 1995, sortent la deuxième démo, Shameless Faith, qui est enregistrée en direct au bar Johnny Guitar de Zé Pedro dos Xutos e Pontapés. En 1997, le groupe effectue quelques changements et sort son premier album studio, Echoes of Solitude.
En 2000, le groupe signe un contrat avec Sea Spirit Productions qui propose de nouveaux défis et de nouveaux objectifs, mais il est nécessaire de rajeunir le concept et l'attitude du groupe. En 2002, le groupe lance son deuxième album studio, Secrets. En 2004 sort un troisième album studio, Unlocked, cette fois au label Recital Records. Le 31 octobre 2008, le groupe publie son premier DVD enregistré au Coliseu Micaelense de Ponta Delgada en août 2005.
Pour ses vingt ans de parcours, le groupe sort un EP, Methamorphic Reaction en décembre 2010, à Portas do Mar.

## Membres

### Membres actuels
- Ricardo Santos – chant, basse
- Paulo Bettencourt - guitare
- Rui Frias - guitare
- Pedro Andrade - batterie

### Anciens membres
- Gualter Couto - batterie
- Dinis Costa - guitare
- Veríssimo Pereira (Miguelito) - guitare
- Pedro Guerreiro - claviers
- Pedro Rodrigues - batterie
- Ruben Correia - guitare
- Pedro Andrade - batterie

## Discographie

### Albums studio
- 1997 : Echoes of Solitude
- 2002 : Secrets
- 2004 : Unlocked

### Démos
- 1993 : Nomad
- 1995 : Shameless Faith

### EP
- 2010 : 'Methamorphic Reaction

### Album hommage
- 2009 : Echoes of a Morbid Death – Tributo aos Morbid Death[7],[8]